# كوري سبينكس
كوري سبينكس (بالإنجليزية: Cory Spinks)‏ مواليد 20 فبراير 1978 في سانت لويس، الولايات المتحدة، هو ملاكم أمريكي يصنف ضمن فئة الوزن المتوسط. حقق بطولة الاتحاد الدولي للملاكمة.

## إحصائيات
خاض خلال مسيرته 47 نزالا، فاز في 39 ولم يتعادل وخسر في 8. فاز بالضربة القاضية في 11 نزالا.

## روابط خارجية
- كوري سبينكس على موقع بوكس ريك (الإنجليزية) (registration required)